# モミジバスズカケノキ
モミジバスズカケノキ（紅葉葉鈴懸の木・紅葉葉篠懸の木、学名: Platanus × hispanica）は、スズカケノキ科スズカケノキ属の落葉高木。別名はカエデバスズカケノキ、プラタナス。
スズカケノキとアメリカスズカケノキとの交配種。

## 名称
和名モミジバスズカケノキ（カエデバスズカケノキ）は、葉の形に由来し、「スズカケノキ」は植物学者の松村任三による命名で、「日本の植物学の父」といわる牧野富太郎によると、山伏の法衣の名で篠懸（すずかけ）というのがあるのを、誤ってそこにつけてある球状の飾りの呼び名としてつけてしまったものであるという。牧野は、あえて書くならば「鈴懸」とでもしないと意味が通じないと指摘をしている。
学名の真ん中にかけ算の記号（×）が入っているのは、交雑種であることを示しており、両親はアメリカスズカケノキ（Platanus occidentalis）と、スズカケノキ（Platanus orientalis）である。

## 分布・生育地
17世紀ごろ、プラントハンターがヨーロッパに持ち込んだ北米産のアメリカスズカケノキと、ヨーロッパ東南部から西南アジアに分布するスズカケノキが出会ったことで交雑したと考えられ、作られた場所はイギリスといわれるが、スペイン、フランスで作られたともいわれ論争になっている。日本には明治時代に渡来した。スズカケノキとアメリカスズカケノキと共に「プラタナス」とよばれ、街路樹でよく植えられている。ロンドンでは、はじめアメリカスズカケノキが初期に植えられたが、成績が悪く、次第にモミジバスズカケノキに置き換えられていった。モミジバスズカケノキは雑種強勢の好例で、生育条件として過酷な都市環境にも順応している。

## 特徴
北アメリカ原産のアメリカスズカケノキとアジア西部からヨーロッパ東南部原産のスズカケノキからつくられた交配種とされる。両種の中間的な形態を持っており、日本では一般にプラタナスと呼ばれている樹種である。
落葉広葉樹の高木で、生長が早く、樹高は10 - 30メートル (m) になり、大きなものでは高さ35 mになる。樹皮は硬くて脆く、若木から幹や枝の生長について行けずに鱗片状に大きく剥がれやすく、灰色と褐色、淡緑色のまだら模様が出来る。老木では、株の根元に剥がれ落ちた樹皮がたくさん落ちている。枝は幹の上の方から出て、太くて毛がない。多くの木の樹木には皮目とよばれるガス交換用の小さな穴があるが、モミジバスズカケノキでは大気中の汚染物質を取り込んだ樹皮を脱ぎ落とすことで、樹木の健康を守ることにもつながっている。
葉は大きく、長い柄がついて互生し、葉身はカエデのような形で掌状に裂ける。秋になると紅葉し、始め黄色で、次第に色が濃くなって褐色になる。
果実は、小さな痩果が多数集まった球状果で、枝から1 - 3個垂れ下がって、秋に熟す。果実は小鳥の餌にもなる。冬芽は無毛で、長さ10ミリメートル (mm) 内外の卵形、1枚の芽鱗に覆われる。葉柄内芽で、冬芽は丸い葉痕に囲まれている。冬芽を取り囲む葉痕は、維管束痕が5 - 7個あり目立つ。葉痕の上端から小枝を1周するように、線状の托葉痕がつく。

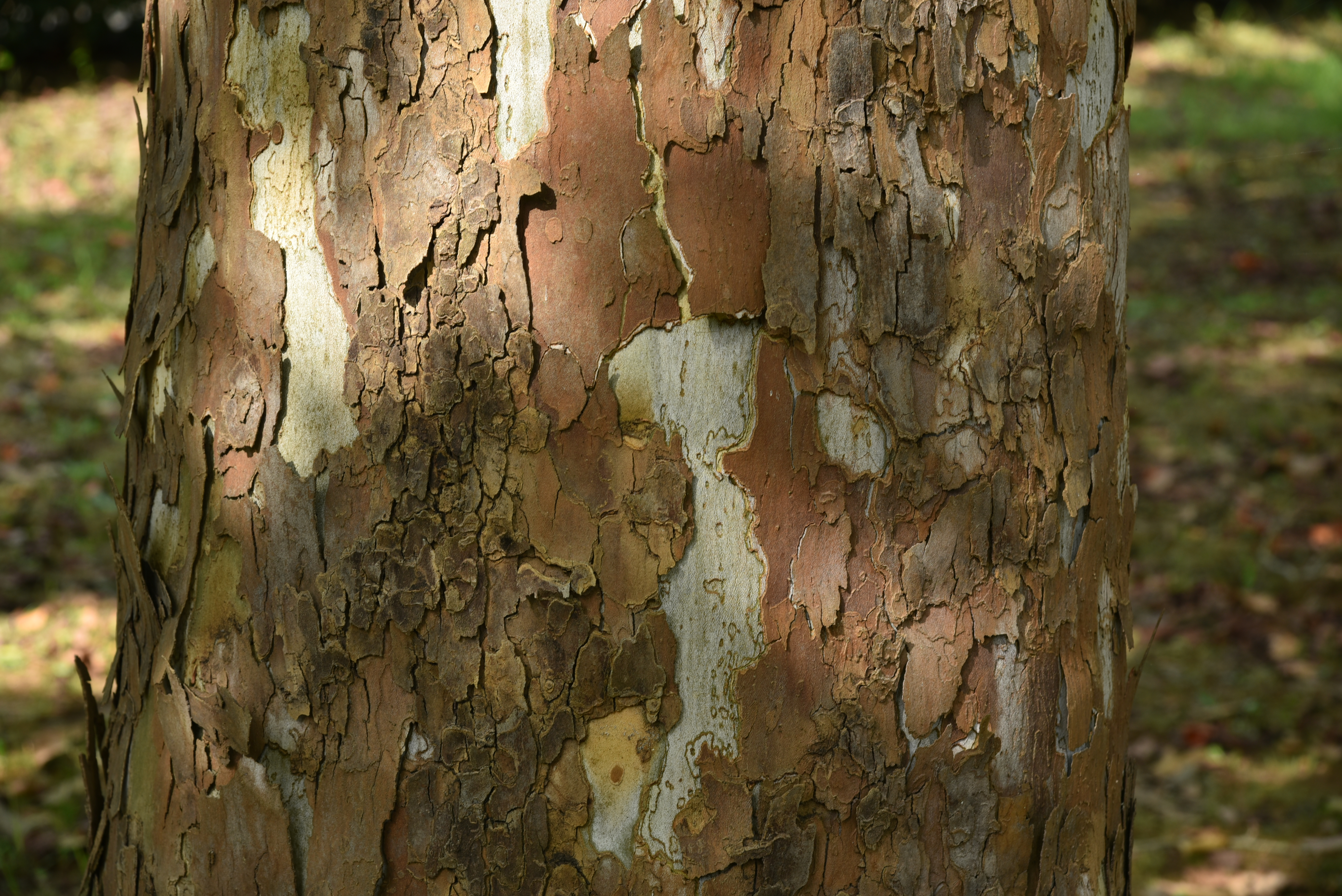
茶褐色の樹皮。次第に鱗片状に大きく剥がれ落ちる。
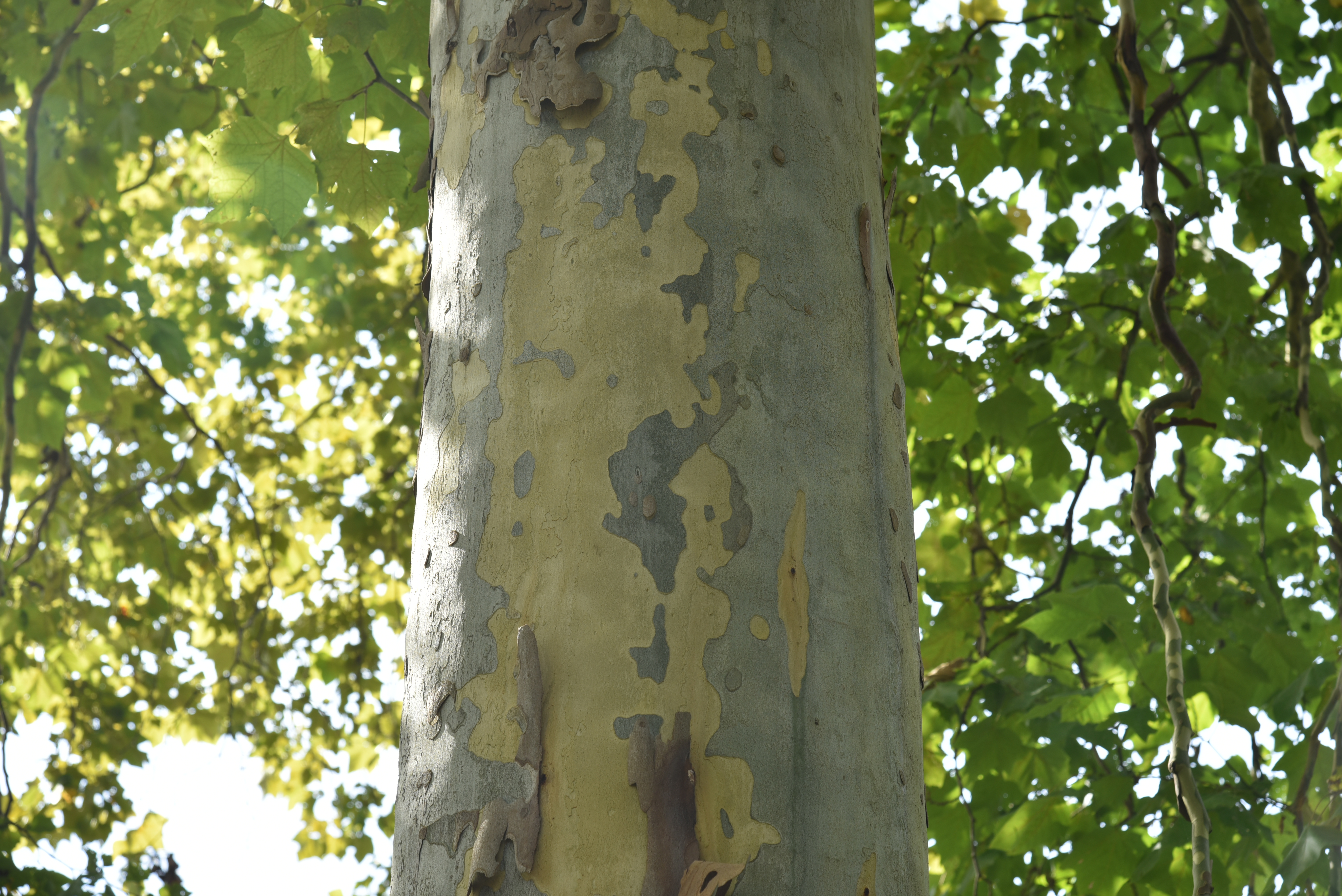
茶褐色の樹皮の内側から、灰色・淡緑色のまだら模様が現れる。
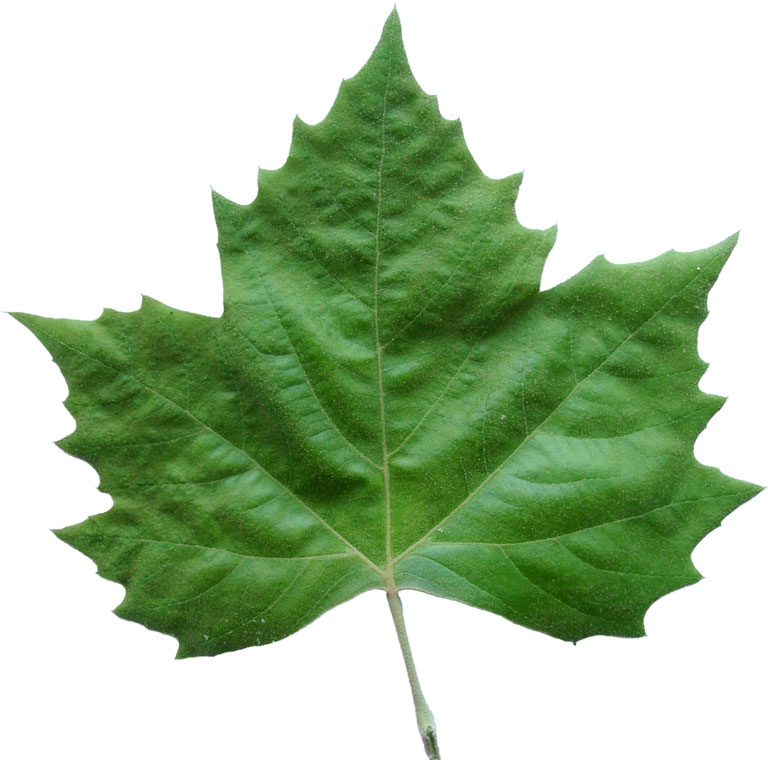
葉
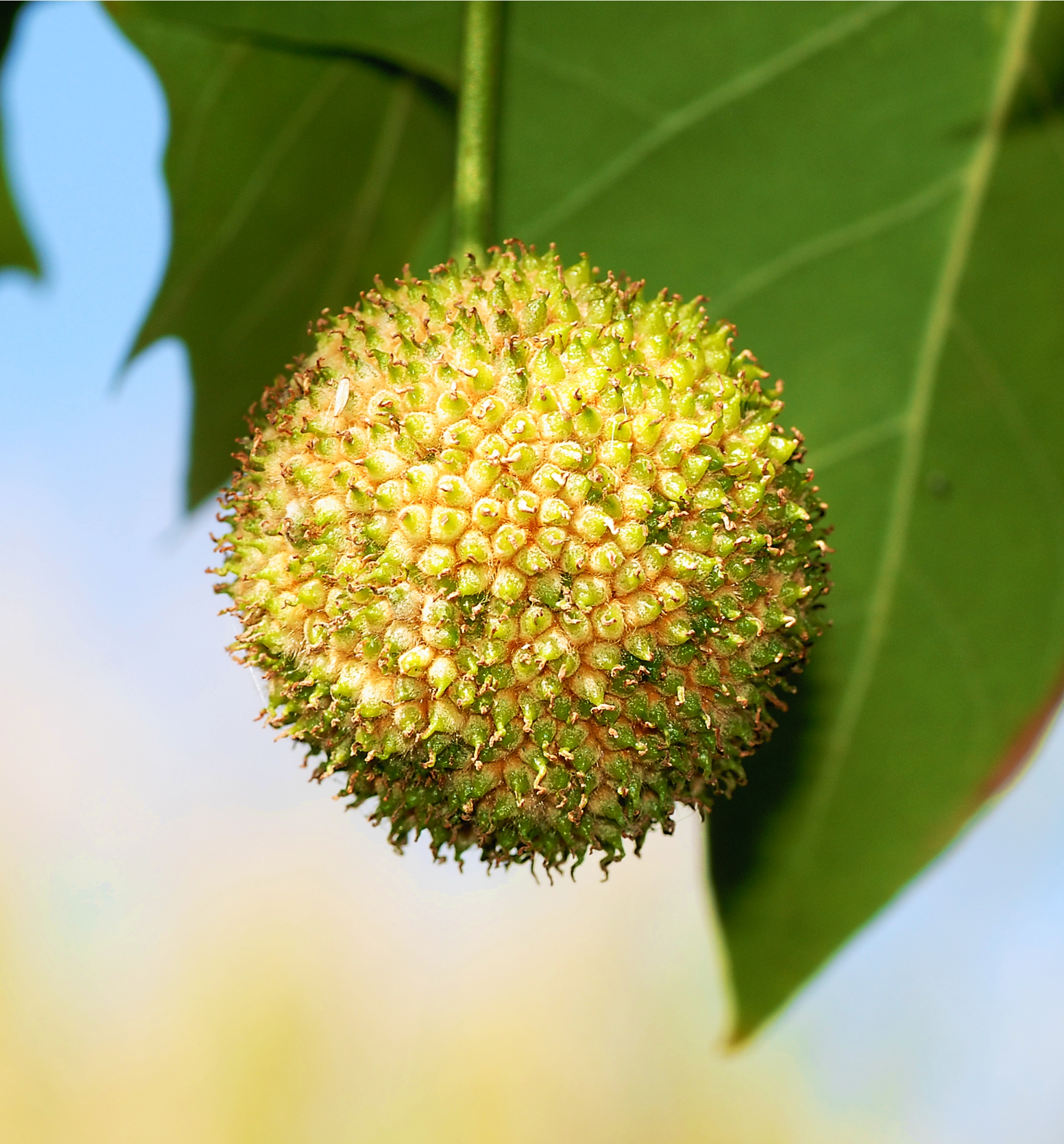
果実
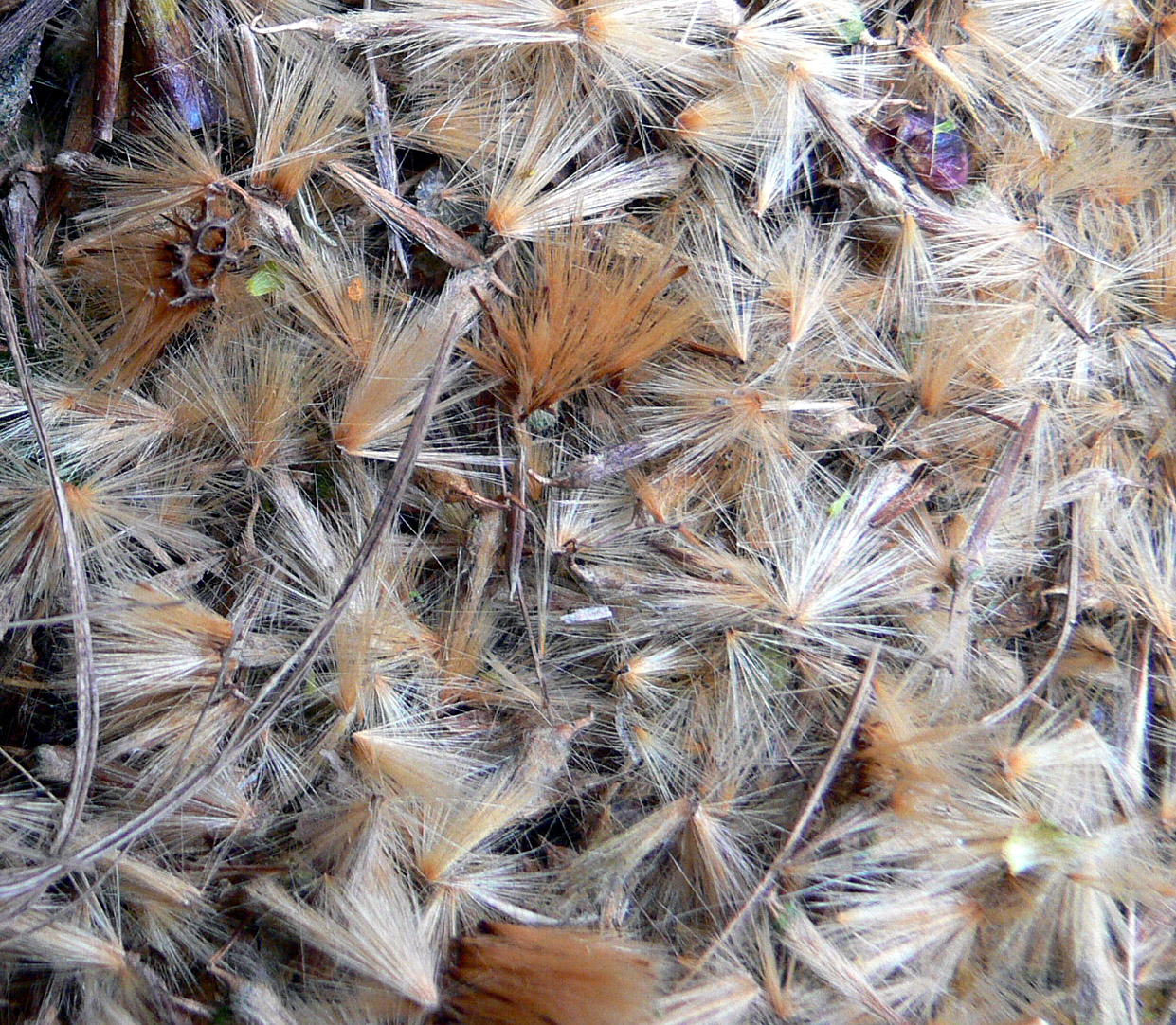
種子

### スズカケノキ、アメリカスズカケノキとの区別
葉の切れ込みは、スズカケノキ＞モミジバスズカケノキ＞アメリカスズカケノキの順に深い。
果実はふつう、スズカケノキは3 - 6個、モミジバスズカケノキは1 - 3個、アメリカスズカケノキは1個ぶら下げる。

## 利用
モミジバスズカケノキは、葉の形が優美で、樹皮の斑模様が好まれて人気があり、剪定にも強いという特徴があり、街路樹や公園樹として植えられ、日本ではプラタナスとして最も多く植えられている。材は椅子などの器具材として使われる。
街路樹としては、東京でも1970年代ごろは1番多かった樹種であったが、生長が早く剪定などの管理費がかさむことや、根が歩道の縁石を押し上げたり、電線があって自由に枝を伸ばせないなどの弊害があり、その数を減らしてきている。
ロンドンでは、モミジバスズカケノキの並木は、歩道や柵がモミジバスズカケノキを避けるように作られ、自由にのびのびと育てられている。19世紀の産業革命期に大英帝国の象徴として、首都ロンドンの広場や大通りを引き立てるための街路樹として街中に盛んに植えられた。大気汚染に耐性があり、1952年のロンドン・スモッグ事件では、大気汚染の中でも枯れずに生き残っており、現在はロンドンの樹木の半数以上を占めている。かつてはロンドンにしかなかった樹木であるが、世界中の都市計画担当者が参考にしたため、今日ではパリ、ローマ、ニューヨークなど、温帯の都市部で見られるようになった。日本では1892年（明治25年）に新宿御苑に植栽されて、現在も皇室専用の門から新宿御苑の奥に向かって並木として植えられている。